# Pteranthus dichotomus
Pteranthus dichotomus är en nejlikväxtart som beskrevs av Forsskal. Pteranthus dichotomus ingår i släktet Pteranthus och familjen nejlikväxter. Inga underarter finns listade i Catalogue of Life.